# Alfred von Kühne
Alfred von Kühne (2 de enero de 1853-8 de mayo de 1945) fue un general de caballería prusiano que estuvo activo durante la I Guerra Mundial. Comandó la 13.ª División de Reserva y participó en el sitio de Maubeuge.

## Biografía
Alfred Kühne nació el 2 de enero de 1853 en Weimar. Era hijo del teniente coronel prusiano Gustav Kühne (1818-1880).
Ingresó en el ejército como teniente segundo en el 19.º Regimiento (Oldenburgo) de Dragones. Fue oficial de caballería. Como coronel, en 1900, Kühne se convirtió en comandante del 10.º Regimiento (Magdeburgo) de Húsares. Después, como inspector de la 1.ª inspección de caballería, fue miembro de la Comisión de Caballería Reforzada. Por sus servicios el emperador Guillermo II de Alemania lo ennobleció en 1911. Entre el 18 de agosto y el 18 de octubre de 1905, Kühne fue comandante de la 31.ª Brigada de Caballería. El 19 de octubre de 1905, fue promovido a mayor general. Entre el 2 de septiembre de 1907 y el 26 de enero de 1911, Kühne fue comandante de la 4.ª Brigada de Caballería de la Guardia en Potsdam. El 2 de febrero de 1911 fue promovido a teniente general. Después se convirtió en inspector general de la 1.ª Inspección de Caballería en Posen. El 14 de marzo de 1912, a petición propia, Kühne se retiró del ejército. Subsiguientemente recibió la Orden del Águila Roja (2.ª clase).
Durante la I Guerra Mundial, Kühne fue llamado de su retiro para servir como comandante de la 13.ª División de Reserva, que servía como parte del VII Cuerpo de Reserva y del 2.º Ejército en el frente occidental. Su división estuvo involucrada en la mayoría de batallas de ese frente en 1914. El 17 de enero de 1915, Kühne recibió el brevet de general de caballería. Con su división, Kühne fue desplegado en Verdún para la batalla de Verdún. El 4 de abril de 1918 se convirtió en comandante de la 226.ª División de Infantería. Estuvo en ese puesto hasta el 10 de febrero de 1919.